# Диафрагма таза
Диафрагма таза (лат. diaphragma pelvis) занимает заднюю часть промежности и имеет вид треугольника, вершина которого обращена к копчику, а углы направлены к седалищным буграм ветви седалищной кости. Через диафрагму таза как у мужчин, так и у женщин проходит конечный отдел прямой кишки. Поверхностный слой мышц диафрагмы таза представлен непарной мышцей — наружным сфинктером заднего прохода (лат. m. sphincter ani externus). Эта мышца лежит под кожей, окружающей конечный отдел прямой кишки. Состоит из нескольких пучков, наиболее поверхностные из которых оканчиваются в подкожной клетчатке. Пучки, начинающиеся на верхушке копчика, охватывают задний проход и оканчиваются в сухожильном центре промежности. Наиболее глубокие пучки, окружая нижний отдел прямой кишки, прилегают к мышце, поднимающей задний проход (лат. m. levator ani). Все пучки наружного сфинктера заднего прохода при своем сокращении сжимают (закрывают) отверстие заднего прохода.
К глубоким мышцам диафрагмы таза относятся две мышцы, которые образуют задний отдел дна полости малого таза. Мышца, поднимающая задний проход, парная, имеет форму тонкой треугольной пластинки, образует с аналогичной мышцей другой стороны воронку, широкой частью обращенную вверх. Нижние части обеих мышц, суживаясь, охватывают прямую кишку в виде петли. Мышца берет начало на боковой стенке малого таза несколькими пучками. Передние пучки начинаются на внутренней поверхности нижней ветви лобковой кости, боковые — на сухожильной дуге мышцы, поднимающей задний проход (лат. arcus tendineum musculi levatoris ani). Сухожильная дуга представляет собой дугообразное утолщение фасции таза в том месте, где она образует запирательную фасцию. Пучки правой и левой мышц, поднимающих задний проход, направляются вниз и кзади, соединяются друг с другом, охватывают прямую кишку. Часть волокон этих мышц вплетается в предстательную железу (у мужчин), стенку влагалища (у женщин), а также в стенку мочевого пузыря и прямой кишки; сами мышцы заканчиваются у верхушки копчика в виде заднепроходно-копчиковой связки (лат. lig. anococcygeum). При сокращении мышцы, поднимающей задний проход, укрепляется и поднимается тазовое дно, подтягивается вперед и вверх нижний (конечный) отдел прямой кишки, которая при этом сдавливается. Эта мышца у женщин также сжимает вход во влагалище и приближает заднюю стенку влагалища к передней.
Другие мышцы диафрагмы таза:

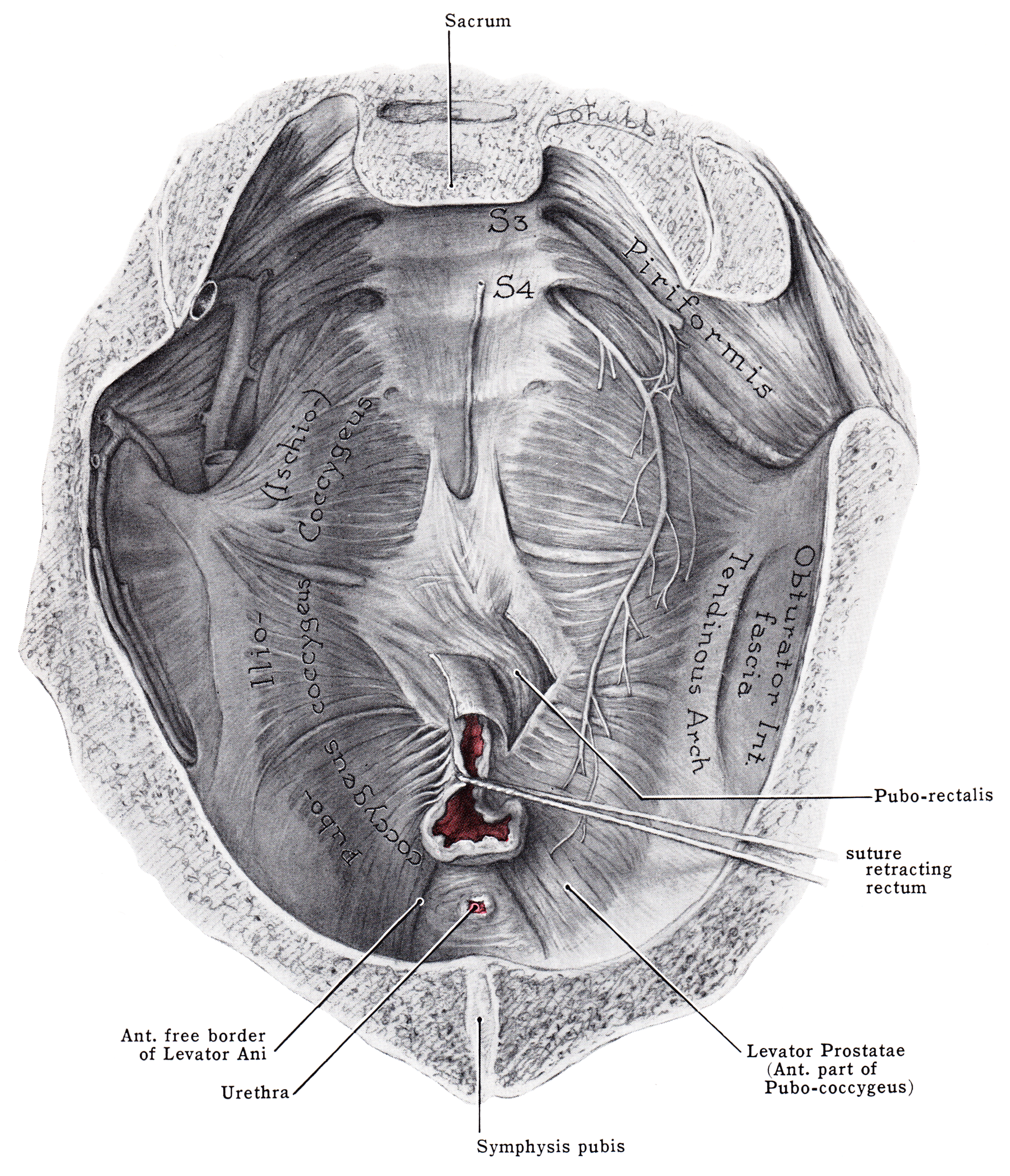
Горизонтальный разрез мужского таза, вид сверху изнутри, глубокие мышцы тазового дна
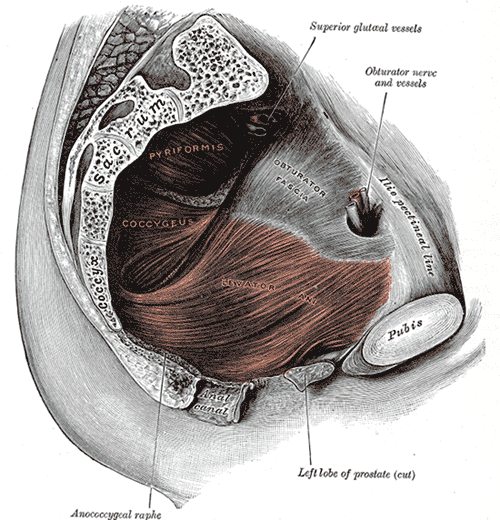
Сагиттальный разрез женского таза на рисунке
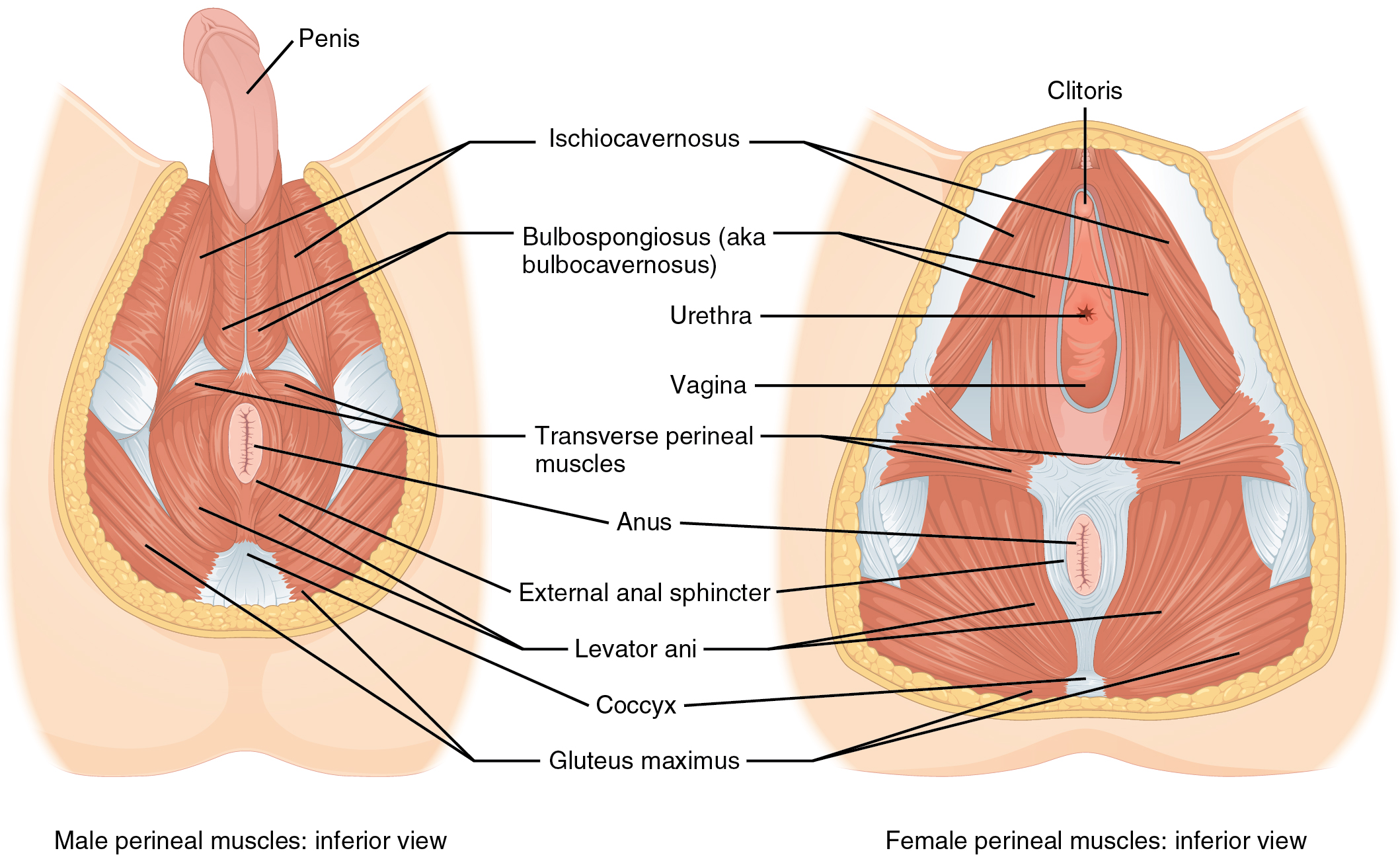
Наружные мышцы и связки тазовой диафрагмы мужчин (слева) и женщин (справа), схематично
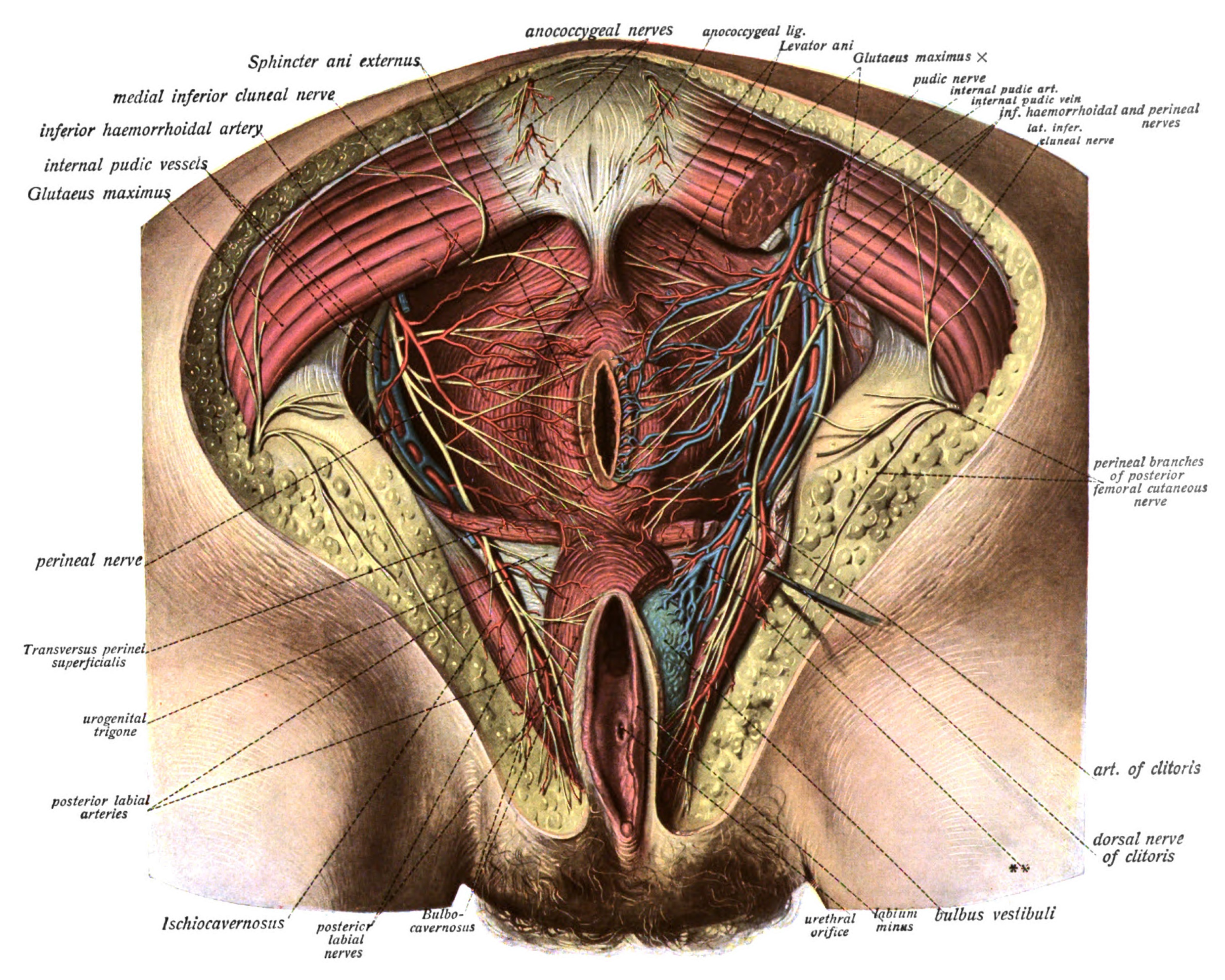
Кровоснабжение и иннервация диафрагмы таза
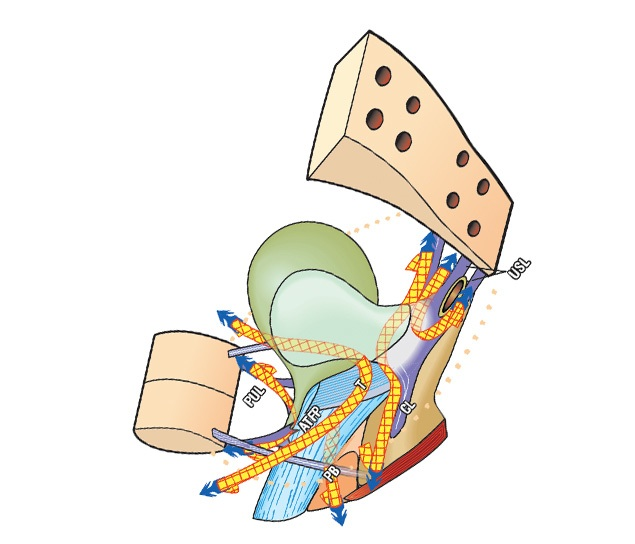
Схематичное изображение биомеханизма связок тазового дна